# Johannes Rövenstrunck
Johannes Rövenstrunck, född 12 juni 1949 i Bad Buchau, är en tysk kompositör, musikteoretiker och essä-författare.

## Biografi
Johannes Rövenstrunck är son till kompositören Bernhard Rövenstrunck. Under åren 1969 till 1974 studerade han komposition och piano i Berlin. Mellan 1974 och 1985 arbetade han huvudsakligen som jazzpianist men på senare år har han koncentrerat sig på komposition.

## Verk
Rövenstruncks musikaliska tonspråk sträcker sig från modalitet till tolvtonsteknik. Allt är tillåtet och ingenting är förbjudet.

### Piano
- 10 sonater
- En egen samling preludier och etyder
- 6 stora dikter
- Miniatyrer (en fullständig fritonal pianoskola)
- 2 sviter
- otaliga mindre kompositioner

### Musikteater
- „Die Zauberlehrlinge“ (en satirisk musikteater över ett eget libretto)
- "Satiricon" (en satirisk musikteater)

### Kammarmusik
- 3 donater för cello och piano
- 3 kammarkonserter för olika besättningar
- 2 stråkkvartetter
- 2 liedercykler för olika besättningar

### Konserter
- 3 pianokonserter (med stor orkester)
- Dubbelkonsert för cello, piano och orkester

### Orkester
- Sinfonia Catalana
- 154 Shakespeare-sonetter i översättning av Karl Kraus

### Folkmusikbearbetningar
- 20 brasilianska folkvisor för två pianon
- 58 katalanska folkvisor för pianosolo

### Scarlatti-projekt
Rövenstruncks passion för bortglömd eller underskattad musik mynnade ut i ett Scarlatti-projekt, där han bl.a. sammanställt 555 sonater och gett ut en bok om dessa, vilken också finns tillgänglig för nedladdning på tonsättarens hemsida.

### Skrifter
Till skrifterna hör bl.a. „Die dodekatonische Musik“.
I slutet av 2007 startade Johannes Rövenstrunck online-satirtidskriften "Der rote Punkt", där han står för merparten av materialet.